# 大社啓二
大社 啓二（おおこそ ひろじ、1956年1月7日 - ）は、日本の実業家。愛知県名古屋市出身。日本ハムの元社長で、現在は同社相談役。社団法人大阪日独協会会長。

## 来歴・人物
日本ハムの創業者の大社義規の弟・大社照史の次男として名古屋市に生まれる。本籍地を大社家発祥の地である香川県に置いているため香川県生まれとする記述もあるが、香川県で暮らした経験はない。幼少期は徳島市で過ごした後、徳島ハムと鳥清ハムの合併による日本ハムの設立準備に伴い5歳で京都へと引っ越す。
高槻中学校・高等学校や中央大学を経て、大社義規の養子となった後1980年に日本ハムに入社。入社当初は藤沢営業所に配属され、ルートセールスを担当。1983年に結婚し一男一女をもうける。またフライドチキン「チキチキボーン」や中華肉団子「炸肉丸子」の開発やブランディングに携わる。
その後首都圏量販部や品川営業所・広告宣伝部を経て、1990年に取締役営業企画部長・市場開発室長、1992年常務取締役、1994年に専務取締役、1995年近畿圏事業部長を経て、1996年社長。1991年にはJリーグへの参画を目指しセレッソ大阪の立ち上げに参加し非常勤取締役となる。
2002年には牛肉偽装事件に伴い専務に降格。2003年8月日本ハムファイターズ球団会長、北海道移転への準備に参画し、2005年には球団オーナー・2012年にオーナー代行となる。2016年からは球団取締役となり、2019年で退任。退任時に背番号101のユニホームを贈られ（100は前代のオーナーで養父の義規の永久欠番）、選手達より8度の胴上げを受けた。
2023年1月時点では大社義規が創設した社会福祉法人「大寿庵」の理事長や、ニッポンハム食の未来財団・セレッソ大阪・日本女子ソフトボール機構の理事を務める。

## 略歴
- 中央大学法学部卒業。
- 1980年 - 日本ハム本社に入社。
- 1996年 - 日本ハム社長に就任。
- 2002年 - 牛肉偽装事件で社長から専務に降格。
- 2005年 - 北海道日本ハムファイターズのオーナーに就任。
- 2012年 - 北海道日本ハムファイターズのオーナー代行に就任（オーナーは小林浩・本社会長に交代）。
- 2016年 - 日本ハム本社の取締役専務執行役員海外事業本部長就任に伴い、オーナー代行を退く。
- 2019年 - 日本ハム取締役を退任し、相談役に就任。
- 2020年 - 大阪学院大学特任教授に就任。
- 2021年 - 日本女子ソフトボールリーグ機構理事に就任[18]。